# 복자여자중학교
복자여자중학교(福者女子中學校)는 대한민국 충청남도 천안시 동남구 성황동에 있는 사립 중학교이다.

## 학교 연혁
- 1961년 3월 8일 : 복자여자중학교 6학급 설립인가(각학년 2학급) 박희봉 신부 초대 교장 취임
- 1961년 4월 4일 : 복자여자중학교 개교 및 입학식
- 1971년 5월 13일 : 학교법인 복자학원 설립인가(학교법인 대지학원에서 분리)
- 2013년 3월 1일 : 17학급으로 변경(2학년 5학급)
- 2021년 9월 1일 : 곽정아 수녀 제14대 교장 취임
- 2022년 2월 9일 : 이순이 수녀 제8대 이사장 취임
- 2024년 2월 1일 : 제62회 156명 졸업(총 졸업생 18,011명)
- 2024년 3월 4일 : 신입생(5개반) 155명 입학

## 참고 자료
- 복자여자중학교 - 한국교육학술정보원 학교알리미